# Magna Steyr
Magna Steyr (Magna Steyr Fahrzeugtechnik, Magna Steyr AG & Co KG) là một nhà sản xuất ô tô do Frank Stronach khởi lập có trụ sở tại Graz, Áo, là một thành viên của tập đoàn ô tô Áo-Canada Magna International Inc. Magna Steyr trước đó là thành viên của tập đoàn Steyr-Daimler-Puch.

## Sản phẩm

### Các dòng cũ
- Voiturette (1904)
- Alpenwagen (1919)
- Puch 500/650/700c/126 (1957–1975)
- Haflinger (1959–1974)
- Pinzgauer (1971–2000)
- Volkswagen Transporter T3 4x4 (1984–1992)
- Volkswagen Golf Country (1990–1991)
- Audi V8L (1990–1994)
- Jeep Grand Cherokee ZJ, WJ (1992–2004)
- Mercedes-Benz E-Class W210 (1996–2002) (all-wheel-drive)
- Mercedes-Benz M-Class W163 (1999–2002)
- Chrysler PT Cruiser FY & FZ (Jul 2001 – Jul 2002)
- Mercedes-Benz E-Class W211 (2003–2006) (all-wheel-drive)
- Saab 9-3 Convertible (2003–2009)
- BMW X3 (2003–2010)
- Chrysler 300C (2005–2010)
- Jeep Grand Cherokee WH (2005–2010)
- Jeep Commander XH (2006–2010)
- Chrysler Voyager (July 2007 – December 2007)[cần dẫn nguồn]
- Mercedes-Benz SLS AMG (painted aluminium body) (2009–2014)
- Peugeot RCZ (2009–2015)
- Aston Martin Rapide (2010–2012)[1]
- Mini Paceman (2012–2016)[2]
- Mini Countryman (2010–2016)[3]

### Các dòng hiện tại

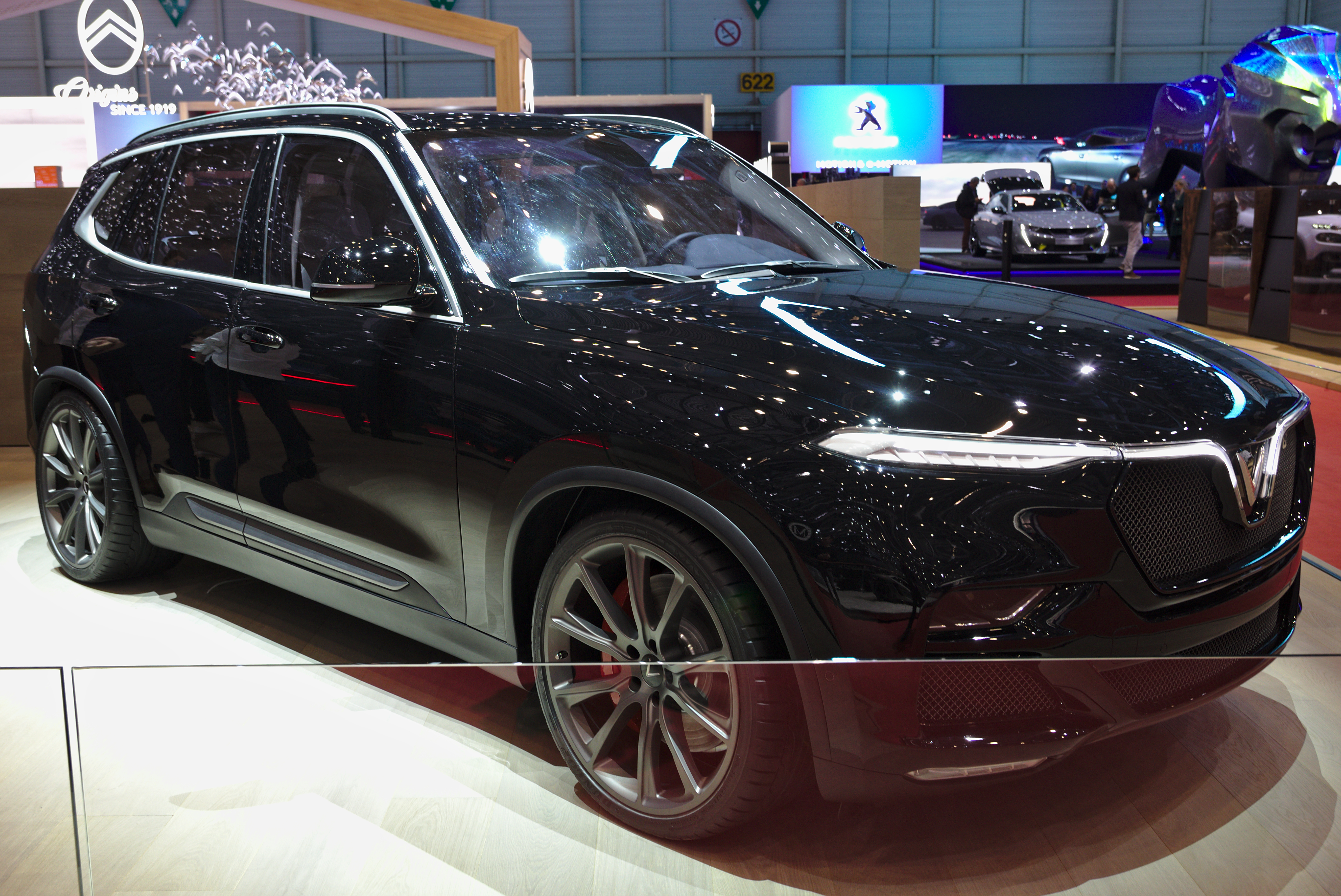
VinFast V8 do Magna phát triển tại triển lãm mô tô Geneva 2019

- Mercedes-Benz G-Class 1979–nay
- BMW 5 Series 2017–hiện tại
- Jaguar E-Pace 2017–hiện tại
- Jaguar I-Pace 2018–hiện tại
- BMW Z4 2018-hiện tại
- Toyota Supra 2019–hiện tại

### Linh, phụ kiện, thiết bị
- Trần Mercedes-Benz SLK – hơn 500.000 chiếc từ 1996[4]
- Mui trần Opel Astra – 2005–2010[5]